# Ouragan Bertha (1996)
L’ouragan Bertha est la seconde tempête tropicale nommée, le premier ouragan et le premier ouragan majeur de la saison cyclonique 1996 dans l'océan Atlantique nord. Ce système capverdien provient d'une onde tropicale quittant les côtes de l'Afrique de l'ouest au début de juillet et qui s'organise régulièrement en se déplaçant vers l'ouest, devenant une dépression tropicale à le 5 juillet, puis une tempête tropicale à 12 heures plus tard. Au cours des jours suivants, l'intensification s'est poursuivie et Bertha est devenue un ouragan de catégorie 1 sur l'échelle de Saffir-Simpson, le premier de la saison, avant de traverser le nord des îles Petites Antilles. Tard le 8 juillet, il a atteint son intensité maximale avec des vents soutenus de 185 km/h et une pression barométrique centrale de 960 hPa. Passant ensuite entre la côte américaines et les Bahamas en s'affaiblissant, il a touché la côte de Caroline du Nordtard le 12 juillet avec des vents soutenus de 140 km/h. Le lendemain l'ouragan commença un affaiblissement progressif en remontant le Mid-Atlantic et la Nouvelle-Angleterre avant de devenir un cyclone extratropical le 14 juillet sur les provinces atlantiques canadiennes.
Lorsque Bertha a traversé le nord des Petites Antilles, elle a causé des dommages modérés à graves. À Porto Rico, les effets furent similaires à ceux des îles Vierges américaines avec de fortes précipitations atteignant un maximum de plus de 180 mm dans des régions isolées. Les effets les plus dévastateurs de l'ouragan se sont cependant produits aux États-Unis, plus précisément dans l'État de Caroline du Nord. Les précipitations modérées se sont répandues sur une grande partie du Mid Atlantic et de l'est des États-Unis avec des vents dépassant la force des tempêtes tropicales. Au total, douze décès furent rapportés et les dégâts furent estimés à 335 millions $US en 1996.

## Évolution météorologique
Le 1er juillet, une onde tropicale émergea des côtes africaines et deux jours plus tard, une faible circulation fermée s'est développée 800 km au sud du Cap-Vert. La perturbation s'est déplacée vers l'ouest et le 5 juillet à 0 h UTC, elle s'est renforcée en dépression tropicale dans l'Atlantique tropical, se dirigeant vers l'ouest sur les eaux chaudes le long de la périphérie ouest d'une crête subtropicale. Douze heures plus tard, elle est devenue la tempête tropicale Bertha. Au cours des trois jours suivants, Bertha a suivi une trajectoire ouest-nord-ouest tout en s'intensifiant. Le 7 juillet, la tempête est devenue un ouragan avec des vents soutenus de 120 km/h à l'est de la Guadeloupe.
Le lendemain, Le centre s'est déplacé entre Antigua et Barbuda à 6 h UTC, puis à travers Saint-Barthélemy, Anguilla et Saint-Martin, juste au nord de Saint-Thomas (îles Vierges des États-Unis) et atteignit les îles Vierges britanniques à 18 h UTC. Tournant vers le nord-ouest le 9 juillet, ses vents soutenus ont atteint leurs maximum à 185 km/h et une pression barométrique centrale de 960 hPa alors que l'ouragan était situé à 190 km au nord de Porto Rico.

Images du radar météorologique montrant les bandes de précipitations de Bertha au moment où l'ouragan touchait la côte de la Caroline du Nord.

Poursuivant un virage progressif, la trajectoire est devenue nord-nord-ouest les 10 et 11 juillet et le centre s'est déplacé parallèlement aux côtes de la Floride et de la Géorgie à une distance de 250 à 350 km. Pendant ce temps, la vitesse de déplacement a ralenti et l'ouragan s'affaiblit progressivement alors que ses vents n'était plus qu'à 130 km/h le 11 juillet. Tournant vers le nord et accélérant, Bertha a touché la côte de la Caroline du Nord à 20 h UTC le 12 juillet à mi-chemin entre Wrightsville Beach et Topsail Beach, près de la ville importante de Wilmington, alors que ses vents avait repris de la force. L'ouragan a ensuite rapidement chuté au niveau de tempête tropicale en se déplaçant à l'intérieur des terres de l'est de la Caroline du Nord.
Le système a poursuivi vers le nord-est le long de la côte est des États-Unis, produisant des vents soutenus de 75 à 90 km/h sur les terres de la Caroline du Nord à la Nouvelle-Angleterre ainsi que des vents de 110 km/h sur la mer. Bertha fut déclarée extratropicale le 14 juillet alors que le centre passant du Maine (États-Unis) au Nouveau-Brunswick (Canada). La tempête extratropicale a provoqué des vents de 75 à 90 km/h sur les provinces maritimes canadiennes et Terre-Neuve avant de se retrouver juste au sud du Groenland le 17 juillet puis de se dissiper.

## Impact
Douze décès sont liés, d'une manière ou d'une autre, à l'ouragan Bertha. En Floride, un jet militaire s'est écrasé sur une maison, faisant un mort, et trois autres personnes se sont noyés dans le courant d'arrachement et les vagues. Un décès est survenu lors d'un accident de voiture en Caroline du Nord et un autre de noyade. Un surfeur est décédé dans le New Jersey. À Porto Rico, deux personnes sont mortes dans un accident de voiture et un autre en surfant. Dans la partie française de Saint-Martin, une personne a été électrocutée et une autre est tombée d'un bateau et s'est noyée. Les décès causés par l'accident d'avion et les accidents de voiture sont considérés indirects, faisant au total huit morts directs par Bertha.

### Petites Antilles
Les îles Vierges américaines fut déclarée zone de catastrophe fédérale. L'enquête indiqua que Bertha a endommagé près de 2 500 maisons à Saint-Thomas et Saint John aux îles Vierges, ajoutant aux dommages laissé 10 mois plus tôt par l'ouragan Marilyn. Les accumulations maximales de pluie à Saint-Thomas furent de 83,3 mm alors que les vents soutenus furent de 140 km/h avec une observation non officielle de 155 km/h. Deux bateaux ont été détruits, cinq échoués sur les hauts fonds et neuf autres échoués sur les plages à Saint-Thomas. Le gouverneur Roy Schneider a noté qu'il y avait au moins 20 bateaux poussés à terre à Charlotte-Amélie. Les dommages causés par la tempête ont été estimés à 7,5 millions de dollars.
À Antigua, la tempête a donné des vents de 56 km/h et des rafales de 97 km/h. Les dommages dans tout Antigua-et-Barbuda furent considérés comme mineurs, surtout limités à 10 habitations. L'électricité a été rétablie le 9 juillet.

### Porto Rico

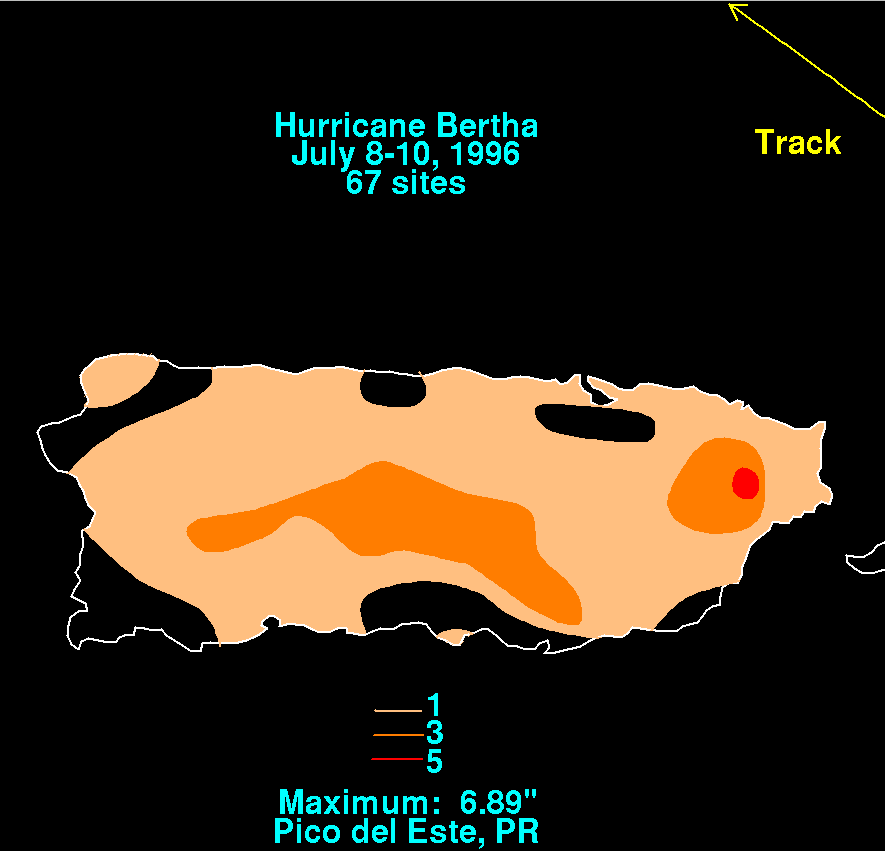
Accumulations de pluie avec Bertha à Porto Rico.

La pluviométrie maximale selon l'image de droite fut de 175 mm à Pico del Este, mais il eut un rapport de 208 mm le long du Rio Icacos à Naguabo tout près. Ailleurs les accumulations vont de 25 à 100 mm dont 40 mm à l'aéroport international Luis-Muñoz-Marín. Les rapports de vents soutenus à la base navale de Roosevelt Roads le 8 juillet furent de 71 km/h. Bien que de fortes pluies se soient produites, aucune inondation généralisée ou importante n'a été signalée. Cependant, plusieurs cas de rivières gonflées ont provoqué quelques inondations mineures dans les basses terres et dans les centres urbains.
La zone la plus durement touchée a été l'île de Culebra, surtout à l'agriculture et au commerce. Cependant, aucune des municipalités n'a été déclarée zone sinistrée même si le département du logement a estimé les dommages aux maisons à 410 000 $US. Les pertes agricoles furent de 6 millions de dollars dans les régions de San Juan, Caguas et Ponce, principalement par le vent aux cultures de café, de banane plantain et de banane. Au total, on estima les dégâts à 7,5 millions de dollars à Porto Rico.

### États-Unis

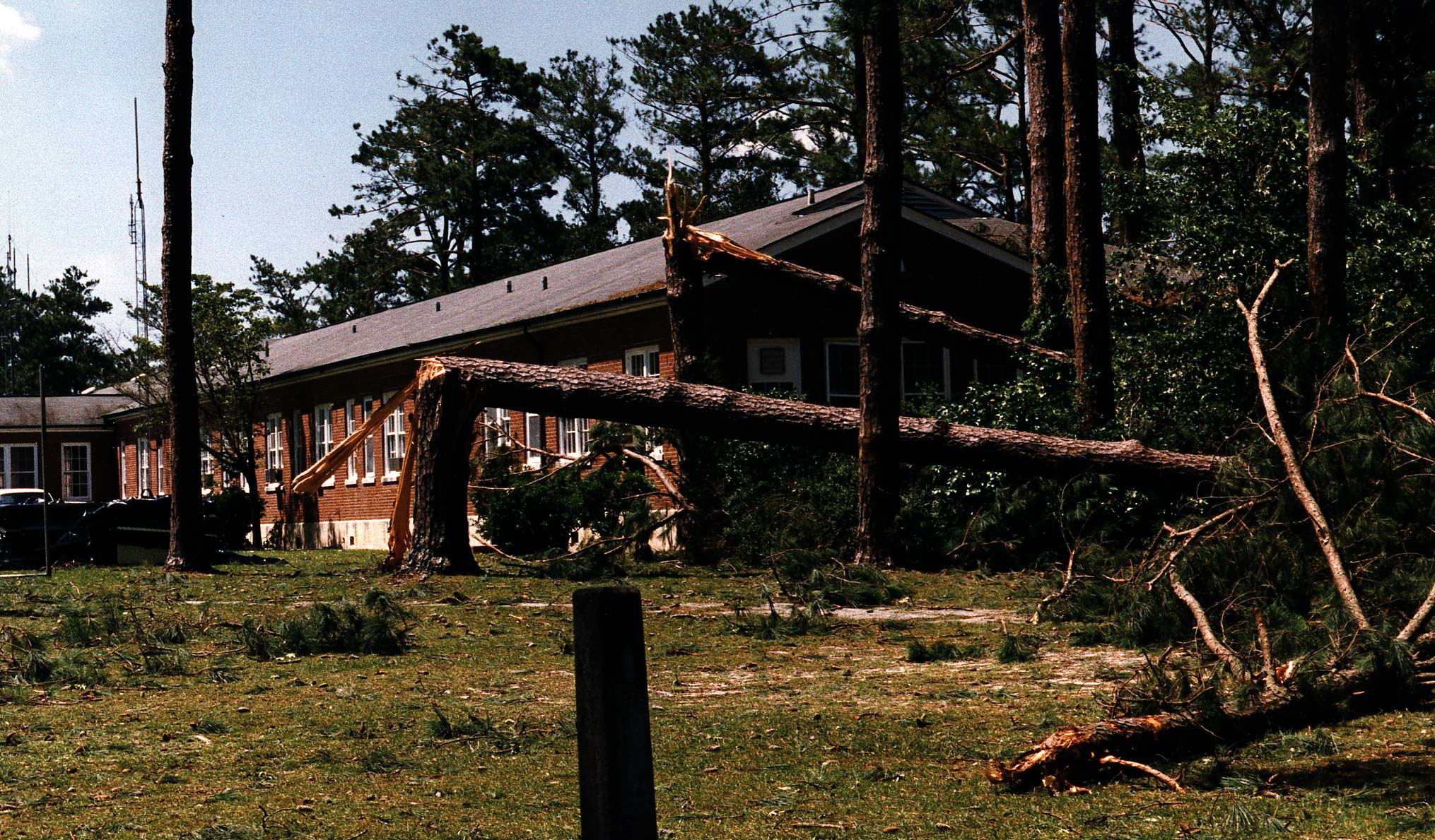
Arbres cassés par Bertha à Norfolk (Virginie).

Les principaux effets en Caroline du Nord, déclarée zone sinistrée fédérale, se sont produits dans les comtés côtiers et comprenaient les inondations dues à l'onde de tempête et l'érosion des plages, les dommages aux toits, les piliers de quais emportés, les arbres tombés et les dommages aux cultures. L'Agence fédérale de gestion des urgences (FEMA) a estimé à 750 000 le nombre de personnes évacuées dans les Carolines. Des dommages mineurs dus au vent et des inondations se sont également propagés le long du trajet de la tempête jusqu'à la Nouvelle-Angleterre.
L'American Insurance Services Group rapporta une estimation de 135 millions $US de dommages matériels assurés, principalement le long de la côte de la Caroline du Nord. Un ratio prudent entre les dommages totaux et les dommages matériels assurés, basé sur les ouragans antérieurs, est de deux pour un. L'estimation totale des dommages aux États-Unis est donc de 270 millions $US. On a recensé 5 800 maisons endommagées, 900 inhabitables et 180 détruites.

#### Floride à Caroline du Sud

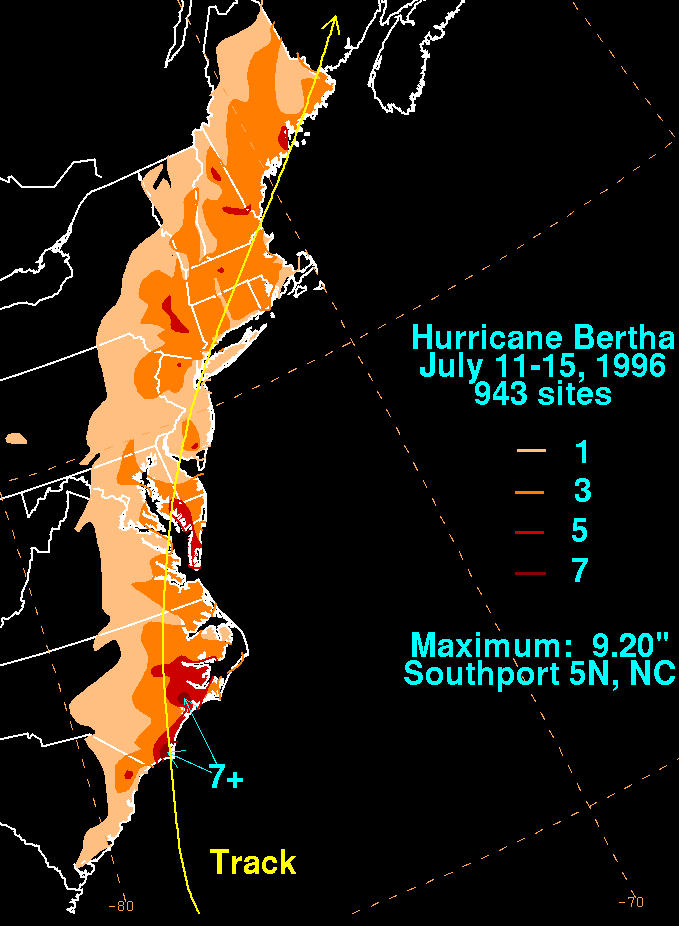
Accumulations laissées par Bertha aux États-Unis.

En Floride, la houle et le courant d'arrachement ont frappé la côte atlantique. Les équipes de sauveteurs ont effectué des dizaines de sauvetages. En Géorgie, l'impact a été limité à environ 2 millions de dollars de perte de revenus pour les entreprises locales le long de la côte est de l'État. En Caroline du Sud, des vents de force coup de vent ont affecté la côte, tandis que les marées de 1,8 à 2,4 m ont provoqué une légère érosion des plages. Les rafales atteignirent 126 km/h à Cherry Grove, causant des dommages dans le comté de Horry.
Au large de Savannah, Géorgie, se tenaient les compétitions de voile des Jeux olympiques d'été de 1996 et l'ouragan Bertha a influencé leur déroulement les 11 et 12 juillet. Les organisateurs, à la suggestion des météorologues, ont fermé le site de plaisance et évacué une grande partie de l'équipement ainsi que les bateaux à l'intérieur des terres

#### Caroline du Nord

Zoom des images radar sur la zone où Bertha a touché la côte.

C'était la première tempête importante à toucher cette région de Caroline du Nord depuis l'ouragan Diana en 1984.Bertha a provoqué une onde de tempête de 2,4 à 3 m sur la côte sud de l'État. Plusieurs quais de pêche et marinas ont été détruits ainsi que de nombreux bateaux,. Quelques endroits ont signalé des vents de force ouragan, dont le maximum soutenu de 143 km/h à Frying Pan Shoals avec rafales allant jusqu'à 187 km/h. Des vents de force tempête tropicale ont été observés dans une grande partie de l'est de la Caroline du Nord. Il est tombé plus 100 mm de pluie le long de la trajectoire avec un maximum de 9,2 pouces (234 mm) à Southport (Caroline du Nord).
Dans le comté d'Onslow, 199 structures ont été détruites, dont 117 étaient des maisons mobiles. Dans le comté de New Hanover, 1 750 bâtiments ont été endommagés. À Wilmington dans ce comté, l'état d'urgence fut déclaré avec un couvre-feu de 20 à 5 h. Plus de 100 maisons furent endommagées et un hôpital a subi pour un million de dollars de dommages. Un navire de la US Navy amarré au centre-ville s'est libéré pendant la tempête, endommageant les quais.
À Kure Beach, près de l'endroit où Bertha a touché terre, les vents atteignaient 145 km/h toutes les structures de la région ont été endommagées. Tout près à North Topsail, environ 25% des maisons ont perdu leur toit et à Wrightsville Beach les dommages furent généralisés aux toits des maisons.
Dans le comté de Pender, 40 maisons ont été minées par l'érosion des plages et quatre ont été détruites. La Garde côtière a fermé la voie navigable de l'Intracoastal Waterway entre Wrightsville Beach et Carolina Beach en raison du nombre de bateaux coulés et de débris submergés.

#### Ailleurs
En Virginie, des rafales de 130 km/h fut enregistrées dans le comté de Spotsylvania, abattant des arbres dans la région de Fredericksburg. Plus de 100 mm de pluie sont tombés sur le sud-est de la Virginie et la péninsule de Delmarva. La plupart des dommages en Virginie furent le résultat de tornades. Dans le Maryland, Bertha a engendré trois tornades le long de la rive ouest de la baie de Chesapeake causant des dommages aux arbres, maisons et véhicules.
Les vents amoindris et les fortes pluies ont continué de faire des dégâts dans l'est de la Pennsylvanie, le New Jersey, l'État de New York et la Nouvelle-Angleterre. Les vents violents ont contribué en particulier à des pannes de courant. Dans le nord-est, des accumulations de pluie de 125 à 180 mm ont été signalées dans le sud de la vallée de l'Hudson et dans les montagnes Catskill. En raison de fortes précipitations, des crues soudaines se sont produites dans les comtés de Columbia et de Dutchess, provoquant l'état d'urgence. Dans le comté d'Albany, plusieurs routes furent inondées et de petits ruisseaux débordèrent également dans des villes comme Bethléem. Cependant, la côte atlantique n'a subi que des dommages mineurs par l'onde de tempête au nord de la Caroline du Nord.

### Canada
Peu de temps après être devenu extratropical, les restes de Bertha sont entrés au Canada par le Nouveau-Brunswick. Dans le sud de la province, la tempête a laissé tomber de 70 à 90 mm de pluie, provoquant des inondations mineures. Au Québec, des précipitations de 175 mm sont tombées aux Îles de la Madeleine, soit le total le plus élevé au Canada associé à la tempête. Sur l'Île-du-Prince-Édouard les vents ont atteint 68 km/h ce qui a provoqué des pannes de courant électrique à 100 maisons de Wood Islands et abattu des arbres.
Plus au sud, en Nouvelle-Écosse, la tempête a produit des vents de 70 à 80 km/h causant des pannes de généralisées à Amherst, Antigonish, Bedford, Halifax, Wolfville, Truro et Yarmouth. Tard en soirée du 14 juillet et la nuit suivante, l'ex-Bertha ont traversé Terre-Neuve, laissant 101 mm) de pluie à Saint-Jean, la capiatale. En raison des conditions humides et des vents forts, les officiels du triathlon annule de Corner Brook ont annulé la partie cycliste de l'événement le 17 juillet.
Le renflouage de la barge pétrolière Irving Whale coulée dans le golfe du Saint-Laurent en 1970 est reporté le 16 juillet, l’équipe et les embarcations demeurant à terre deux jours de plus à l’abri à Baie-Egmont.
La masse d'air très humide apportée par Bertha demeura sur l'est du Canada et permit à une dépression provenant des Grands Lacs de causer des pluies diluviennes au Québec les jours suivants, causant le déluge du Saguenay.